# へたれガンダム
へたれガンダムは、福島県福島市平石地区に設置されている鉄像。

## 概要
2009年か2010年（平成21年か22年）ごろ、地元のアマチュア鉄作家の男性（以降、「作者」）により、アニメ『機動戦士ガンダム』の主役モビルスーツ（ロボット）・ガンダムを模して制作され、地域の子供たちに楽しんでもらおうという思いから、作者の自宅前や地区内の文化祭会場を経て道路脇に設置された、高さ2メートル超の鉄像である。完成後の2011年に作者が他界したため、この像は彼の遺作でもあるという。
正式な名称は「機動戦士ガンダム像」であるが、アニメでの主武装であるビームライフル（ライフル型の光線銃）、ビームサーベル、ガンダムシールドこそ揃っているものの、アニメとは異なる全身の「へたれ」具合（縦長の頭部、いびつな頭身、猫背、がに股など）から「へたれガンダム」の愛称がつけられ、地元住民に親しまれるようになった。それまでは現地を訪れて写真を撮る人がたまに見られるだけだったが、インターネットを介して情報が広がった後には、全国から多数の見物客が訪れるようになったほか、風雨に晒されて錆びついてしまった際には、福島第一原子力発電所事故の除染作業員や地元のファンによって2020年（令和2年）までに2回塗り直されるなど、皆に愛されている。こういった人気について、区長はその姿が魅力であると共に、コロナ禍での癒やしが求められていることを推察している。また、それ以前に発売されたオートバイ雑誌『BikeJIN/培倶人』2016年10月号（実業之日本社）では、「見る人が見ればこの姿にキュビズムを感じるのかもしれない」との旨を述べられている。

## 所在地
- 〒960-1103 福島県福島市平石駒ケ池

上記の住所は、Google マップでの表示によるものである。2020年時点で観光バスも訪れる珍スポットとして分類されているほか、同年以降は自転車で福島市と二本松市を1周するイベント「サイクルボール」の通過地点の1つとして設定されている。

## ビームライフルの盗難事件
2020年5月3日に現地を訪れた男性が、像に針金で固定されていた鉄製のビームライフル（重量は10キログラム）が何者かによって盗まれていることに気づき、報告を受けた区長が同日に福島警察署へ被害届を提出した。
2020年6月8日に一連の経緯が各種メディアによって全国へ報道された。その結果、翌6月9日にはプラスチック製のモデルガン（ショットガン）が、6月13日にはペットボトル製のハイパーバズーカ（アニメに登場するバズーカ型の兵器）が、この像のもとへそれぞれ未明に置かれた。見物客については、日を追うごとに増えて同週末には400人あまりが訪れたという。これらの武装の設置はファンの善意によるものとみられており、区長や地元住民は感謝の意を述べているが、この像にしてみれば持ちすぎても選択が大変だと思うので、提供はこれで止めてもらえればと思っているほか、犯人には1日でも早くビームライフルを戻してもらいたいと強く願っているという。また、後述の木製のビームライフルを寄贈した男児は、「自分のをあげるから盗んだビームライフルを返して欲しい」と犯人に呼びかけている。
2020年6月17日、盗難事件を知った福島県立福島工業高等学校の3年生6人と教諭が、授業や放課後に約1週間かけて完成させた新たな鉄製のビームライフルを寄贈し、区長の立ち会いのもとでこの像に取りつけられた。その後、同年6月20日には材質は不明ながらガンダムハンマー（アニメに登場する棘付き鉄球と鎖と錨で構成される質量兵器）も置かれたほか、6月21日には栃木県日光市の男児が父と共に制作した木製のビームライフルが寄贈された。また、6月26日には武装類をかけておくためのラックも設置された。
2020年7月28日、盗まれたビームライフルがまだ戻っていないことや、見物客の増加に伴ってこの像を叩くなどの悪戯が見られるようになったことが報じられた。それによれば、この像の正面に存在する集会所には監視カメラが設置されたほか、近所の交番も見回りを強化することになったという。

## その後
2022年（令和4年）11月16日、この像の正面にてゴミ収集車の荷室から出火したが、この像への被害もなく無事に消火されたことが報じられた。いつしか「地域の守り神」と称されるまでになっており、ビームライフルの上には同年1月ごろから誰かにより、賽銭箱が置かれている。訪れた人たちが「武器を供えられない代わりに」などの理由で拝んでは浄財（賽銭）を投じており、区長に「まるで神社みたい」「（浄財は）地区の由緒ある神社よりも多い」と評されて箱から溢れるまでに供えられたそれは、この像の修繕や塗装などに充てられるという。また、正月にはしめ縄が巻かれたりしているという。
2022年9月11日、公明党所属の福島県議会議員の伊藤達也が、福島市南東部への挨拶回りと市民相談に向かう途中に訪れる。
2022年12月5日、福島県観光物産交流協会の公式Twitterにて紹介された際のツイートが、当時のガンダムシリーズ最新作『機動戦士ガンダム 水星の魔女』のワンフレーズをもじった一文であったことから、さらなる注目を集める。おたくま経済新聞による取材に、同協会の担当者は「本物そっくりの堂々としたガンダムだったら、これほど大切にされていたかわかりません」と答えている。また、同時期には時価1千円相当の募金箱が平石地区によって設置されている。
2023年5月3日、自転車で訪れる人も多いことから傍には自転車用のラックも設置されているほか、数丁もの短銃も（コンクリートブロックの穴をラック代わりとして）寄贈されている。
2024年9月12日、同年5月6日に募金箱と同箱内の現金（約4千円）を盗んだ警備員の男性が、防犯カメラの映像などから福島警察署に逮捕されたことが報じられる。その後、この像のもとには新たな募金箱がワイヤーなどによる防犯対策のもとで固定設置されたほか、事件を報道で知って心配したファンも見舞いに訪れている。なお、盗まれたビームライフルはいまだに戻っておらず、犯人も逮捕されていない。